# Ypsilon4 Eridani
Ypsilon4 Eridani (υ4 Eridani, förkortat Ypsilon4 Eri, υ4 Eri) som är stjärnans Bayerbeteckning, är en dubbelstjärna belägen i den östra delen av stjärnbilden Eridanus. Den har en kombinerad skenbar magnitud på 3,56 och är synlig för blotta ögat där ljusföroreningar ej förekommer. Baserat på parallaxmätning inom Hipparcosuppdraget på ca 18,3 mas, beräknas den befinna sig på ett avstånd på ca 178 ljusår (ca 55 parsek) från solen.

## Egenskaper
Primärstjärnan Ypsilon4 Eridani A är en blå till vit stjärna i huvudserien av spektralklass B8 V. Den har en massa som är ca 3,4 gånger större än solens massa, en radie som är ca 2,3 gånger större än solens och utsänder från dess fotosfär ca 100 gånger mera energi än solen vid en effektiv temperatur på ca 12 930 K.
Ypsilon4 Eridani är en dubbelsidig spektroskopisk dubbelstjärna, vilket innebär att de Dopplerskiftade spektrallinjerna i båda stjärnorna kan särskiljas. Paret har ett cirkulärt omlopp med en period på 5 dygn. Följeslagaren är av spektralklass B9.5 V. Båda stjärnorna visar särdrag av kvicksilver och mangan i deras spektrum, och deras egenskaper är nästan identiska. Rotationshastigheten för de två stjärnorna är synkroniserad med dess omloppsperiod. Det är möjligt att en närliggande stjärna av spektraltyp K också är relaterad till paret.